# 大都流
大都流（だいとうりゅう）は宮大工の系統流派である。

## 概要
起源は寛永年間、初代 清兵衛によって生まれ、後に先代西嶋勉 号 臥龍（2003没）まで380年間31代に渡り継承され神仏に関わる日本建築を主とし現在に至っている。
弟子入りを許された者はその日から約5年間、日夜大工道に精進し研鑚し、親方から流派法被授与を賜り棟梁としての許しを得、その後、向上し大工としての力量が磨かれた（見性）者は大都流秘伝書が伝授される。
この伝授者の中より当主がこの世を去るその瞬間に、次世大棟梁が指名される。これが流派継承大方の伝事である。  
現在は、三十二代目 西嶋靖尚 号 鳳雲が継承している。